# Helmand (province)
Pour les articles homonymes, voir Helmand.

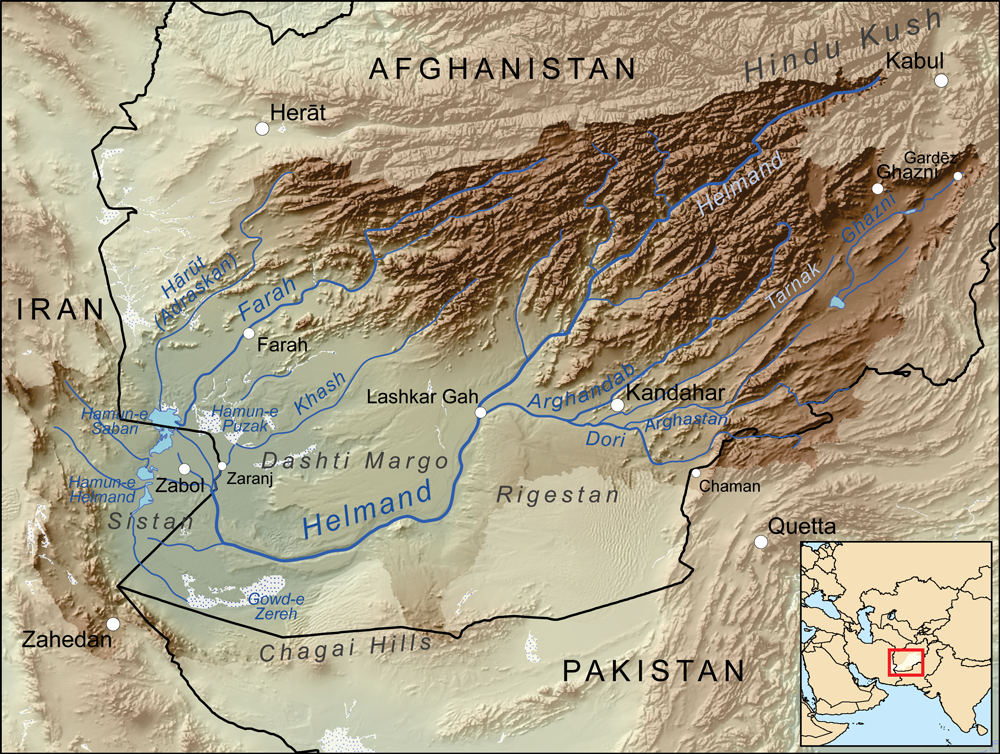
Iran et Afghanistan : le bassin endoréique du Sistan et le fleuve Helmand (ou Hilmand)

Districts de la province d'Helmand

Helmand est une province du sud-ouest de l'Afghanistan. Sa capitale est Lashkar Gah. Elle est irriguée par le fleuve Helmand (ou Helmend, Helmund, Hirmand ; pashto/persan : هیرمند/هلمند, Hīrmand, Helmand ; grec : Ἐτύμανδρος (Etýmandros) ; latin : Erymandrus). C'est le plus long cours d'eau d'Afghanistan et le plus important apport pour le bassin endoréique du Sistan.
Depuis décembre 2006, le gouverneur est Assadullah Wafa (en).
Elle fait une superficie de 58 584 km² soit la plus grande province d'Afghanistan

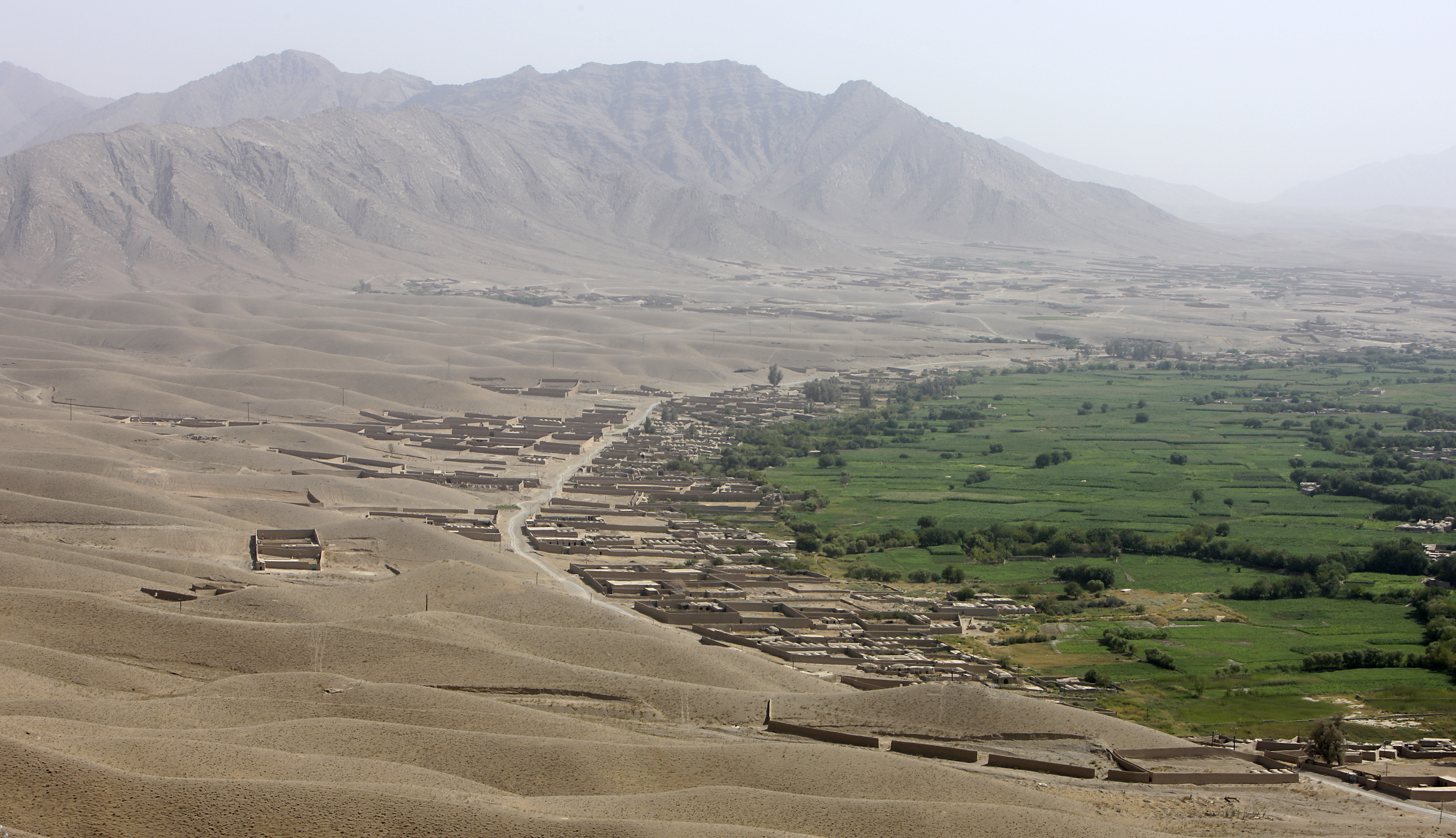
Une vue de la zone verte le long de la rivière Sangin, depuis les hauteurs entourant le barrage de Kajaki, au nord de la province de Helmand.

## Géographie
La province de l'Helmand est limitrophe du Pakistan via la province du Baloutchistan au sud, et limitrophe, à l'est, de la province afghane de Kandahar. À cause de sa frontière commune avec le Pakistan au sud, la province d'Helmand constitue une porte d'entrée importante pour les combattants talibans. De nombreuses critiques internationales ont été adressées au Pakistan pour le peu d'efforts qu'il effectuait, dans sa lutte contre le terrorisme, en matière de sécurité frontalière. La population de la province de Helmand est majoritairement pachtoune à l'instar du groupe ethnique majoritaire de l'Afghanistan.

## Opération militaire de l'ISAF dans le cadre de la guerre contre le terrorisme
La province de Helmand est au cœur des défis stratégiques auxquels doit faire face l'ISAF en matière de lutte contre les insurgés talibans. En ce sens, le 2 juillet 2009, les forces de l'ISAF lançaient l'opération Khanjar qui siginifie coup de poignard,  L'opération était composée de 4 000 marines américains. Cette opération était aéroportée et elle constituait, selon certains, la plus importante opération aéroportée depuis la fin de la guerre du Vietnam. Les raisons essentielles de l'importance stratégique de cette province pour les forces de l'ISAF réside dans le fait que celle-ci cultive de grandes quantités d'opium, servant à financer les talibans dans leurs opérations insurrectionnelles. En effet, cette région échappait encore dernièrement à la législation afghane qui interdit la culture d'opium. De plus, la province de Helmand constitue une des principales portes d'entrée pour les insurgés via le Pakistan au sud.

## Agriculture
La production de pavot reste la principale manne financière de la région. Selon les estimations annuelles de l'ONU, les surfaces dédiées à sa culture y ont augmenté de 79 % entre 2016 et 2017, pour recouvrir une surface de 63 700 hectares. Produisant à elle seule près de la moitié du pavot du pays, la région consacre désormais un tiers de ses terres cultivables à la culture de l'opium.

## Communes
- Baghran
- Dichu
- Garmser
- Kajaki
- Khanashin
- Lachkargah, la principale ville
- Musa Qala
- Nahri Saraj
- Naw Zad
- Nawa-I-Barakzayi
- Sanjin
- Wacher

## Districts
- Baghran
- Dichu
- Garmser
- Musa Qala
- Nad Ali
- Nahri Saraj
- Naw Zad
- Naway I-Barakzai
- Reg
- Sanjin
- Wacher